# Aarschot
Pour les articles homonymes, voir Aarschot (homonymie).
Aarschot ([ˈarsxɔt], nom en néerlandais, officiel au niveau fédéral en français), encore parfois orthographié Aerschot ([aʁskɔt]) en français, est une ville néerlandophone de Belgique située en Région flamande dans la province du Brabant flamand.

## Géographie
Aarschot se trouve le long du Démer.

### Sections de commune
| # | Nom      | Superf. (km²). | Habitants (2020). | Habitants par km² | Code INS |
| - | -------- | -------------- | ----------------- | ----------------- | -------- |
| 1 | Aarschot | 19,48          | 15.262            | 784               | 24001A   |
| 2 | Gelrode  | 6,94           | 1.942             | 280               | 24001D   |
| 3 | Langdorp | 20,68          | 7.486             | 362               | 24001B   |
| 4 | Rillaar  | 15,94          | 5.488             | 344               | 24001C   |

### Communes limitrophes
| Begijnendijk | Herselt                |                          |
| Rotselaer    | Aarschot               | Montaigu-Zichem          |
|              | Tielt-Winge - Holsbeek | Bekkevoort (quadripoint) |

## Toponymie

### Attestations anciennes
Arescod (1107) ; Arescoth (1117, 1143) ; Arescloth (1131) ; Arescot (1139) ; Areschot (1147, 1180, 1185) ; Arscoth (1146-59, 1204) ; Arscot (1179, 1197, 1200, 1209, 1210, 1211, 1213, 1215, 1217, 1222) ; Arschot (1197, 1222) ; Aerscoet (1201).

### Étymologie
Selon Maurits Gysseling, le nom d'Aarschot, d'origine germanique, vient de arnu-, signifiant « aigle », et de skauta-, mot désignant une « langue de terre boisée faisant saillie en terrain d’inondation ».

## Histoire

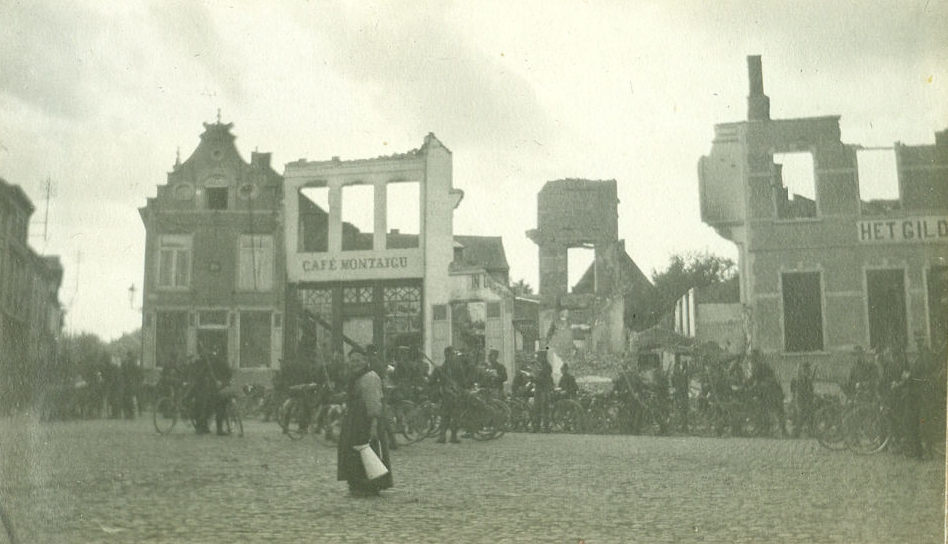
La ville en ruines, en septembre 1914 lors de la Grande Guerre.

Aarschot est érigée en duché au XVIe siècle.
La ville est fortement endommagée et nombreuses vies sont perdues lors de la Première Guerre mondiale sous le feu allemand. 156 civils sont exécutés sur la place centrale et 366 bâtiments sont détruits après la prise allemande en représailles de la résistance belge à l'envahisseur. Les unités en cause de l'armée allemande sont le 49e RI, 140e RI, 12e DI (Division d'Infanterie), 17e RAC (Régiment d'Artillerie de Campagne) et des unités de la 3e DI. Aarschot fait ainsi partie des villes martyres belges. Le centenaire de la commémoration est tenu en 2014 sous l'initiative de Louis Tobback.

## Économie
- Constructions électriques ;
- Centre agricole.

## Héraldique
|  | La ville possède des armoiries qui lui ont été octroyées le 15 septembre 1819 et à nouveau le 30 juillet 1841 et finalement le 5 mars 1985. Les armoiries d'Aarschot sont basées sur celles des comtes d'Aarschot. Trois fleurs de lys noires étaient déjà utilisées par les comtes au XIIe siècle. La ville adopta plus tard une seule fleur de lys comme armoiries. Cet écu est posé devant une aigle d'or dont la présence a vraisemblablement pour cause un jeu de mots sur Aarschot et «arend», qui signifie «aigle» en flamand. La ville n’a jamais été une ville impériale et n’a donc pas le droit d’utiliser l’aigle impérial. Blasonnement : D'argent à une fleur de lys de sable, l'écu timbré d'un aigle d'or issant. - Délibération communale : 23 novembre 1981 - Arrêté de l'exécutif de la communauté : 5 mars 1985 - Moniteur belge : 8 juillet 1986 Source du blasonnement : Heraldy of the World. |

## Démographie

### Démographie: Avant la fusion des communes
- Source: DGS recensements population

### Démographie: Commune fusionée
Graphe de l'évolution de la population de la commune (la commune d'Aarschot étant née de la fusion des anciennes communes d'Aarschot, de Gelrode, de Langdorp et de Rillaar, les données ci-après intègrent les quatre communes dans les données avant 1977).
Les chiffres des années 1831 à 1970 tiennent compte des chiffres des anciennes communes fusionnées.
- Source: DGS , de 1831 à 1981=recensements population; à partir de 1990 = nombre d'habitants chaque 1 janvier[10]

## Cultes

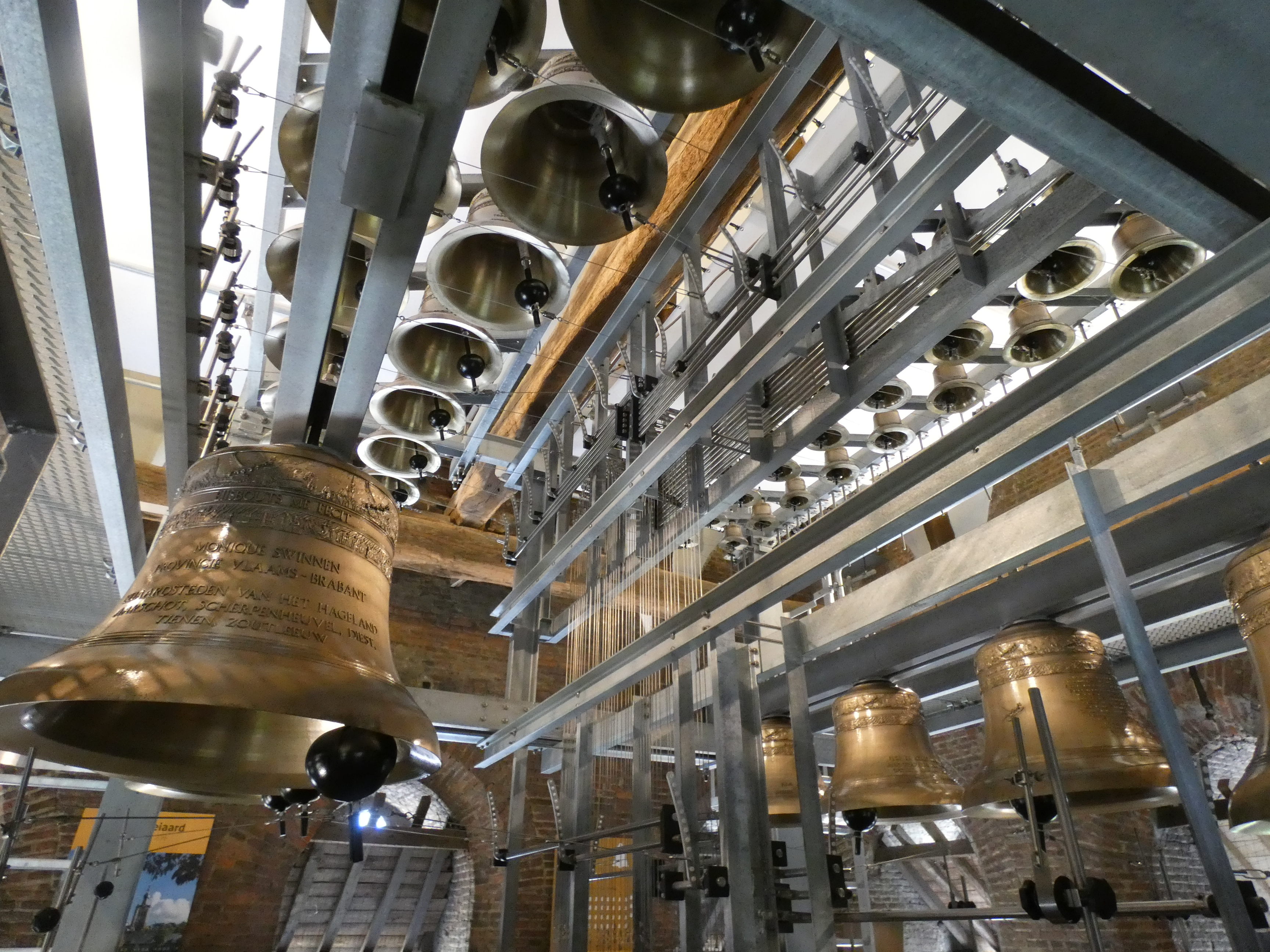
Nouvelles cloches du carillon de la paix (Eijsbouts 2018).

Dans la tradition catholique, Aarschot est sous le patronage de saint Roch.

## Lieux et monuments

### Église Notre-Dame

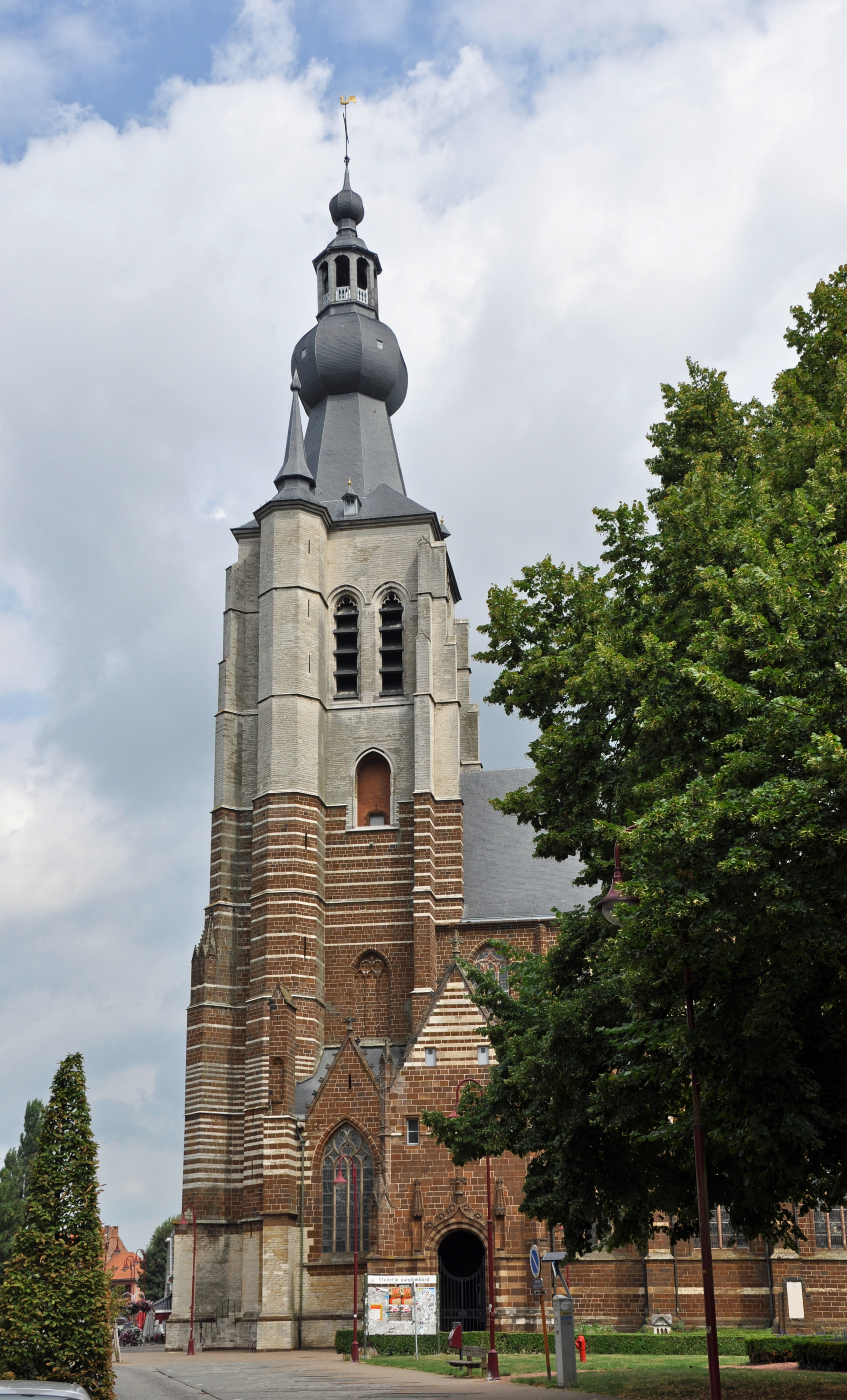
Église Notre-Dame.

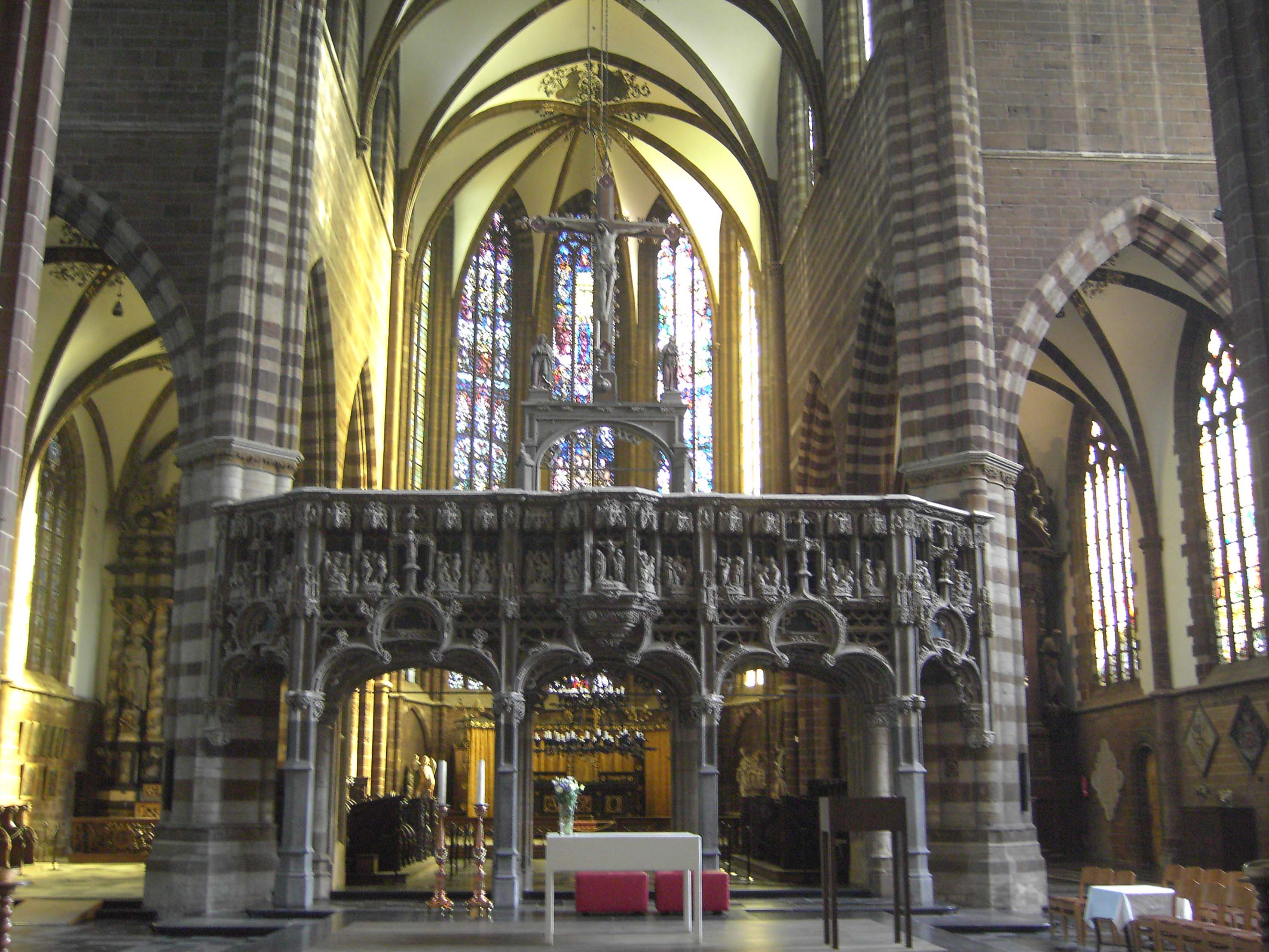
Le chœur de l'église Notre-Dame (Onze-Lieve-Vrouwekerk) d'Aarschot, avec son jubé.

Le chœur date du XIVe siècle.

### Ancien béguinage
Le béguinage d'Aarschot, fondé au milieu du XIIIe siècle, est un béguinage dit « à cours » : sa structure est enclose. Il subit de nombreuses destructions au XIXe siècle et dans la première moitié du XXe siècle, mais est en partie restauré entre 1950 et 1954 par l'architecte Edward van Nieuwenburgh. Les maisonnettes des béguines sont transformées en logements, tandis que le Musée communal de folklore et d'ethnographie occupe le grenier des Sept Douleurs.

## Personnalités liées à la ville
- Pieter Jozef Verhaghen (1728-1811), peintre né à Aarschot.
- Théophile de Becker (1829-1908), médecin, bourgmestre (1884-1908).
- Auguste Reyers (1843-1924), homme politique belge né à Aarschot.
- Arthur Meulemans (1884-1966), compositeur et chef d'orchestre.
- Frans Verbeeck (1941-),  coureur cycliste belge.
- Brigitte Raskin (1947-), écrivaine belge.
- Gunnar Riebs (1960-), écrivain belge[12].
- Rik Daems (1959-), politicien et ministre.
- Kim Hannes (1978-), joueuse de squash.
- Le groupe de musique électronique Front 242, connu mondialement, a vu le jour à Aarschot en 1981.
- La chorale Scala regroupe des jeunes filles de la ville d'Aarschot depuis 1996.
- Bernard Valgaeren (1949-), auteur scénariste de BD, y vécut à Gelrode de 1949 à 1960